# Commanderie de Saint-Amand
La commanderie de Saint-Amand était une commanderie hospitalière de l'ordre de Saint-Jean de Jérusalem, implantée à proximité du bourg de Saint-Amand-sur-Fion dans le département de la Marne, en région Champagne-Ardenne.

## Situation
La commanderie de Saint-Amand est située à l'ouest du bourg de Saint-Amand-sur-Fion, à dix kilomètres au nord de la ville de Vitry-le-François et à vingt-trois kilomètres au sud-est de la ville de Châlons-en-Champagne.
Elle est implantée dans le comté de Champagne, à proximité de la rivière Fion et de la route reliant Vitry et Châlons.

## Histoire
Les conditions de la fondation de la commanderie de Saint-Amand ne sont pas connus, mais un document de 1189 indique qu'un dénommé Vauthier Corbet fait don à la maison de l'Hôpital de Jérusalem d'un moulin et que, en reconnaissance, les hospitaliers lui donnent en retour la somme de 25 livres. La fondation de la commanderie est donc antérieure à cette date, probablement vers 1140.
La commanderie semble peut présente à Saint-Amand même, qui dépend en grande partie du chapître de Châlons, mais exerçait des droits sur plus de trente-cinq communes environnantes.